# يسرى الكرملية
يسرى الكرملية، المعروفة باسم “يسرا”، هي أول فلسطينية تعمل في مجال التنقيب عن الآثار، وتُعد رائدة في العمل الأثري النسوي في فلسطين خلال أوائل القرن العشرين.

## أبرز إنجازاتها
العمل مع دوروثي غارود: بين عامي 1929 و1935، شاركت يسرى في عمليات التنقيب بقيادة عالمة الآثار البريطانية دوروثي غارود في مغارات جبل الكرمل، مثل مغارة الطابون والواد والسخول وشقبة وكبارة.

## اكتشاف جمجمة
“طابون 1”: في عام 1932، عثرت يسرى على سنّ بشري أثناء التنقيب في مغارة الطابون، وتبين لاحقًا أنها جزء من جمجمة لإنسان نياندرتال أنثى، تُعرف باسم “طابون 1”، وتُعد من أهم الاكتشافات في علم الإنسان القديم.

## دورها القيادي
أصبحت يسرى أكثر العاملات خبرة في فريق غارود، وتم تعيينها مشرفة على العمال، مما يعكس مكانتها البارزة في الفريق.

## مصيرها المجهول
بعد انتهاء عمليات التنقيب، لا توجد معلومات موثقة عن حياة يسرى. يُعتقد أنها كانت من قرية إجزم أو جبع في منطقة حيفا، وكلا القريتين تم تهجير سكانهما خلال نكبة عام 1948، مما أدى إلى فقدان أثرها.

## إرثها
رغم مساهمتها الكبيرة في علم الآثار، ظلت يسرى شخصية مجهولة لفترة طويلة. تم التعرف على إنجازاتها من خلال مذكرات زميلاتها البريطانيات مثل ماري كيتسون كلارك وجاكويتا هواكس، وأوراق دوروثي غارود التي أعادت اكتشافها الباحثتان جين تشالندر وباميلا سميث في عام 1997. يسرى الكرملية تمثل رمزًا للنساء الفلسطينيات اللواتي ساهمن في العلوم، ويُعد اكتشافها لجمجمة “طابون 1” دليلًا على دور فلسطين كمهد للحضارات الإنسانية.

## وصلات خارجية
- نموذج ثلاثي الأبعاد لجمجمة طابون 1 – معهد سميثسونيان